# Vyšehrad

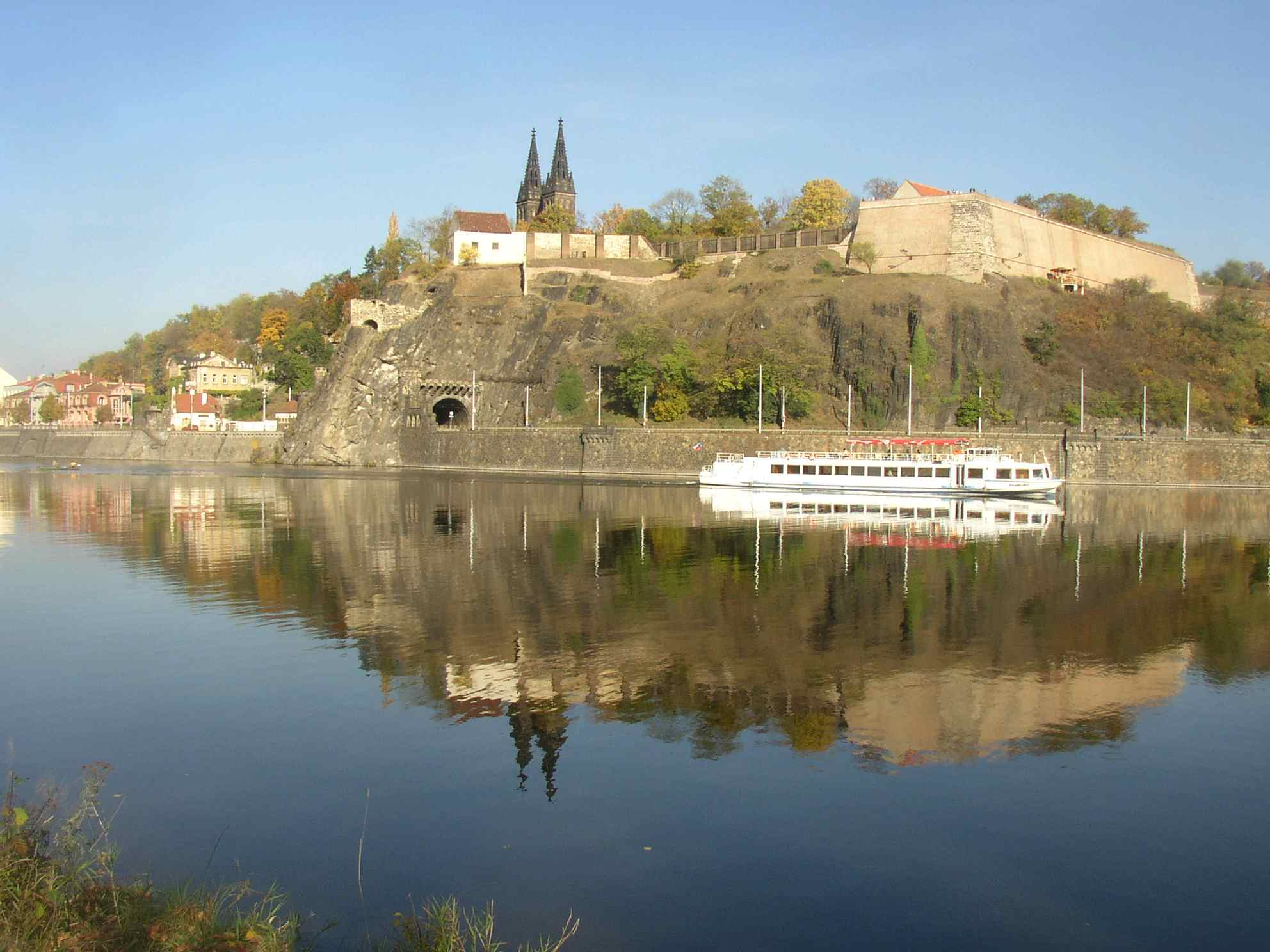
Vyšehrad, con la basílica de san Pedro y san Pablo en lo alto

El Vyšehrad (en checo "castillo en lo alto") es uno de los recintos amurallados medievales más conocidos de Bohemia. Está situado al sur del barrio nuevo (en checo Nové Mesto) de Praga sobre una colina que tiene una ladera escarpada en la orilla derecha del río Moldava junto a la desembocadura del río Botic. Fue el segundo castillo fundado por los Premislidas en el siglo X, habiendo sido renovado y ampliado durante los siglos posteriores. Su aspecto actual procede del periodo barroco. Dentro del recinto se halla la iglesia de S. Pedro y S. Pablo, así como el cementerio, en el que están enterrados numerosos artistas, científicos y políticos.
- Datos: Q616334
- Multimedia: Vyšehrad Fortress / Q616334